# Valmis mihin vaan
Valmis mihin vaan è il settimo album di studio del rapper finlandese Petri Nygård, pubblicato il 15 novembre 2013 dalla Open Records.
L'album rimase per due settimane nella classifica degli album più venduti in Finlandia, raggiungendo la ventiseiesima posizione.

## Tracce
1. Katos mua nyt
2. 3 asiaa
3. Trollaa
4. skit Pilluva
5. Lähekkö panee? (feat. Emel)
6. Räkäse sinne (feat. Brat Wurst)
7. Valmis mihin vaan
8. Ei voi olla ilmankaan (feat. Jukka Poika)
9. Käki
10. Mie entaho (ei kiinnosta)
11. Lömällä
12. skit Mielipiteet
13. Pommi
14. Tää on niin tätä (feat. Toni Wirtanen)
15. Sata Kertaa Vittu – Haistavittu.com (feat. Petri Nygård) (remix)
16. Karim Z. Yskowicz – Olen somelainen (feat. Petri Nygård)

## Classifica
| Classifica | Massima posizione |
| ---------- | ----------------- |
| Finlandia  | 26                |